# François-Étienne Damas

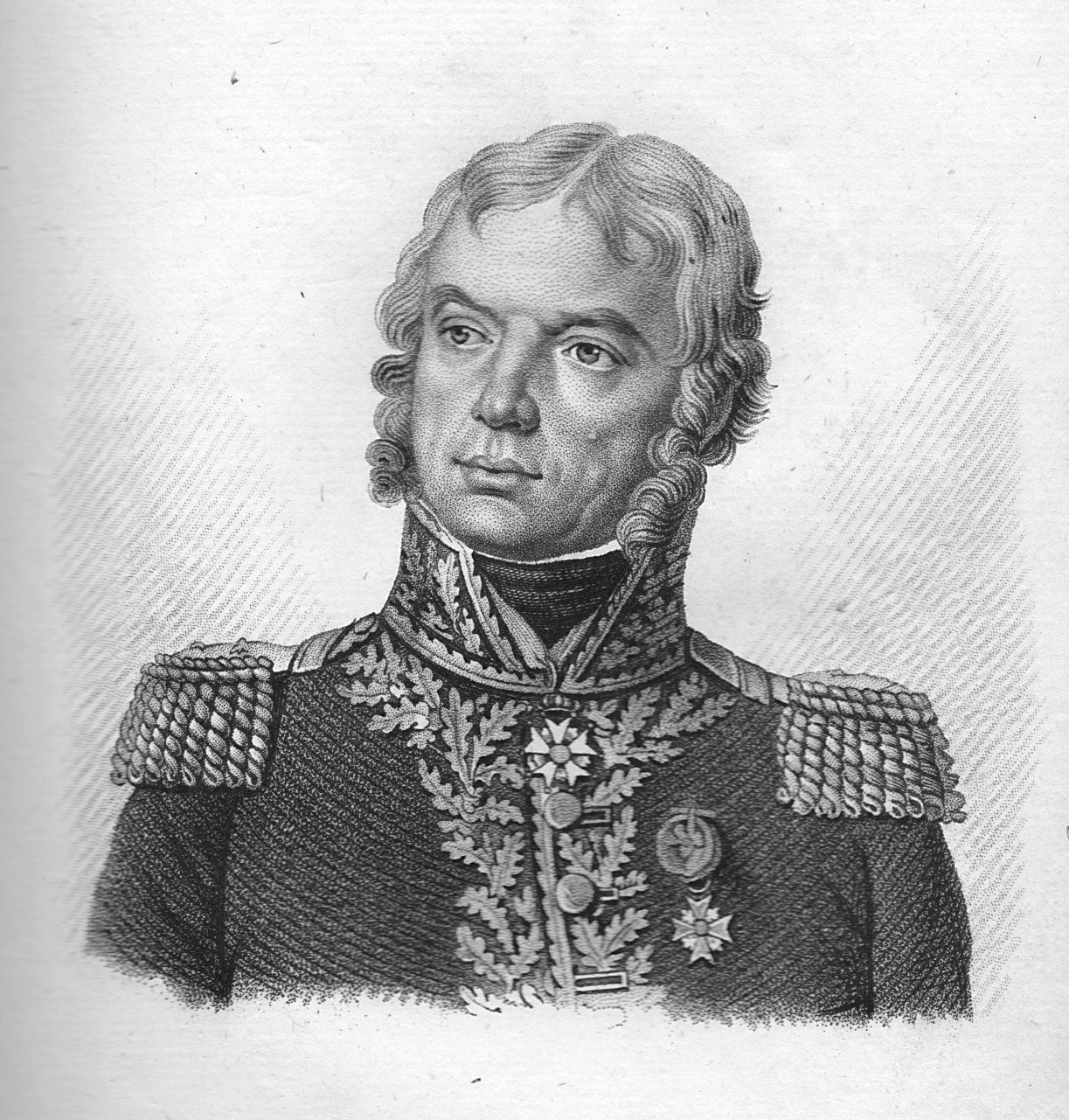
François-Étienne Damas (1818)

François-Étienne Damas (* 22. Juni 1764 in Paris; † 23. Dezember 1828 ebenda) war ein französischer Général de division.

## Leben und Wirken
Damas war ein Sohn des Schreiners Étienne Damas und dessen Ehefrau Anne Elizabeth Courtois. General François-Auguste Damas war sein jüngerer Bruder.
Begeistert von den Ideen der Revolution meldete sich Damas am 14. Juli 1789 (Tag der Erstürmung der Bastille) zur Garde nationale. Er konnte sich bald schon auszeichnen und nach einigen Beförderungen kam er 1792 als Aide-de-camp zu General Jean-Baptiste Meusnier de la Place.
Mit dessen Unterstützung wurde Damas Sous-lieutenant (Oktober 1792) und Capitaine (Februar 1793). Als solcher nahm er unter General Jean-Baptiste Kléber an allen Kämpfen der französischen Rheinarmee teil; u. a. an der Belagerung von Mainz (April/Juli 1793), bei der er schwer verwundet wurde. Nach seiner Gesundung kam Damas in den Stab von General Florent Joseph Duquesnoy und Ende desselben Jahres wechselte er in gleicher Position in die Armée de Sambre-et-Meuse. Er kämpfte u. a. bei Fleurus (26. Juni 1794), erzwang den Übergang über den Rhein bei Neuwied (2. Juli 1796) und vor Amberg (26. August 1796) wurde er erneut schwer verwundet.
Damas kehrte nach Paris zurück und wurde nach seiner Gesundung mit Verwaltungsaufgaben betraut. Als Napoleon Bonaparte 1797 seine Invasion nach Ägypten plante, schlug Kléber Damas zum Generaladjutant vor und ernannt ihn zu seinem Stabschef. Damas konnte sich bei Kämpfen vor Gemyleh (September 1798) und Jaffa (März 1799) auszeichnen. Er wurde verwundet und kam ins Lazarett bei Damiette.
Anfang März kehrte er in den Generalstab zurück und kämpfte unter General Jean-Louis-Ebenezer Reynier bei Alexandria (8. März 1801). Nach der verlorenen Schlacht beklagte sich General Jacques-François Menou über die Unfähigkeit Damas’ und ließ am 14. Mai 1801 Damas zusammen mit Reynier verhaften. Das Schiff, das Damas zurück nach Frankreich bringen sollte, wurde vor Kreta von englischen Schiffen abgefangen und Damas zum Kriegsgefangenen erklärt.
1804 wurde Damas „auf Ehrenwort“ entlassen und nach Frankreich entlassen. Da aber General Menou seine Anklage weiterhin aufrecht hielt, wurde Damas am 4. Oktober desselben Jahres wiederum verhaftet – man unterstellte ihm auch Komplizenschaft mit Jean-Victor Moreau – und in der l’Abbaye eingekerkert. Nach dem Vertrag von Schönbrunn (15. Dezember 1805) kam Damas durch die Fürsprache von Marschall Joachim Murat frei. Murat ernannte Damas 1806 zum Militärkommandanten seines Großherzogtums Berg und beförderte ihn zum Staatsrat.
Als Napoleon seine Invasion nach Russland plante, führte Damas unter Murats Oberbefehl ein Truppenkontingent und kämpfte u. a. neben General Herman Willem Daendels und Marschall Claude Victor-Perrin.
Als Général de division der 1. Division in Mainz blieb er bis zur Übergabe der Festung Mainz an die Alliierten im Mai 1814. Nach dem Vertrag von Fontainebleau (11. April 1814) kehrte er nach Frankreich zurück, schloss sich den Bourbonen an und unterstützte König Ludwig XVIII. Dieser betraute ihn mit der Reorganisation und dem Kommando der Garde du corps du roi.
Als Napoleon die Insel Elba verließ und dessen Herrschaft der Hundert Tage begannen, kehrte Damas zum Kaiser zurück und leistete ihm einen erneuten Treueid. Er nahm an der Schlacht bei Waterloo (18. Juni 1815) teil, nahm aber kurz darauf seinen Abschied. Zwischen 1816 und 1820 fungierte Damas als Generalinspektor der Gendarmerie.
Anschließend legte er alle seine Ämter nieder und zog sich ins Privatleben zurück. François-Étienne Damas starb am 23. Dezember 1828 im Alter von 64 Jahren in Paris und fand seine letzte Ruhestätte auf dem Cimetière Montparnasse (1. Division).

## Ehrungen
- Großoffizier der Ehrenlegion
- Sein Name ist am südlichen Pfeiler (26. Spalte) des Triumphbogens am Place Charles de Gaulle (Paris).